# 7 Iris
7 Iris je jedan od najvećih asteroida u glavnom asteroidnom pojasu. Iris je 7. otkriveni asteroid, a otkrio ga je John Russell Hind, 13. kolovoza 1847. godine. Iris je bio prvi asteroid koji je Hind otkrio.

## Ime
Iris je dobio ime po Iridi, boginji duge u grčkoj mitologiji. Iris je sestra Harpije i glasnik bogova, posebno Juna. Njena vezanost uz Juna nije samo mitološka. Naime, u vrijeme otkrića, Iris se nalazila manje od 1 sata rektascenzije od asteroida Juno.

## Karakteristike
Do danas su praćene dvije okultacije zvijezda ovim asteroidom - 26. svibnja 1995. i 25. srpnja 1997. U oba je slučaja promjer asteroida procijenjen na oko 200 km.
Površina Iris je vrlo svijetla, a po sastavu je vjerojatno mješavina željezo-nikal s magnezijevim i željeznim silikatima.

## Vanjske poveznice
- "Discovery of Iris", MNRAS 7 (1847) 299

… | 6 Hebe | 7 Iris | 8 Flora | …